# الحاجی محمد
الحاجی محمد (انگلیسی: Alhaji Mohammed؛ زادهٔ ۲۹ اکتبر ۱۹۸۱) بازیکن بسکتبال اهل ایالات متحده آمریکا است.